# Top Gear (2002)

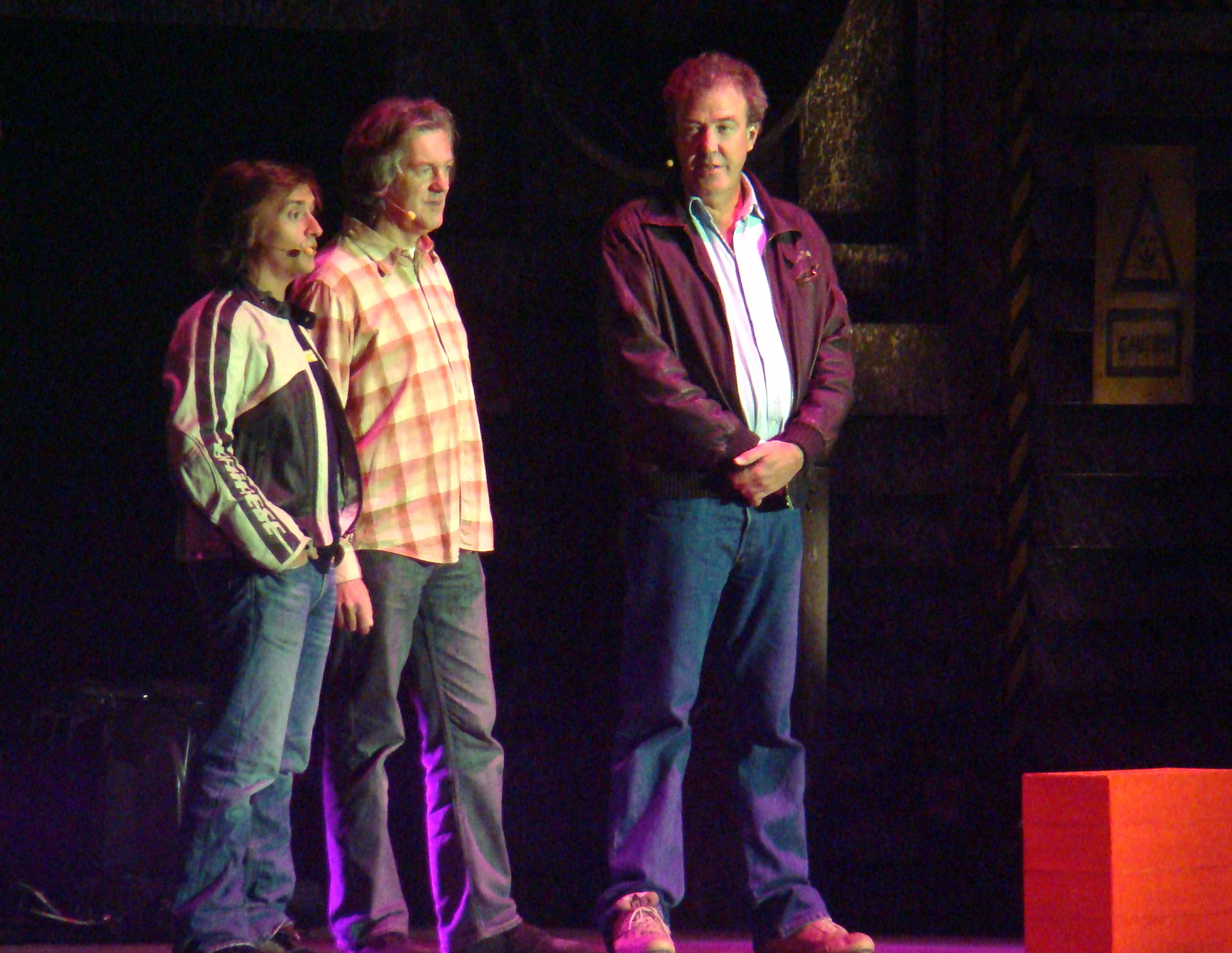
Van links naar rechts: Richard Hammond, James May en Jeremy Clarkson.

Top Gear was een BBC-televisieprogramma over auto's.The Stig reed in de auto's die besproken werden een 'Power Lap' over het Top Gear-testcircuit. De kijkdrempel van het programma lag laag dankzij het weinige gebruik van vaktermen en veel humor, waardoor het programma in vergelijking met andere autoprogramma's hoge kijkcijfers had. Top Gear was in Groot-Brittannië te zien op BBC Two.
Het programma werd wereldwijd verkocht door de BBC. Het werd uitgezonden in 170 landen en haalde kijkcijfers van 350 miljoen kijkers. In Nederland werd het programma uitgezonden op Veronica en Spike. In België was het programma van 2008 tot 2014 te zien op Canvas. Seizoen 21 was daar het laatste seizoen. Vanaf seizoen 22 wordt Top Gear in België uitgezonden door VTM 4 (voorheen 2BE).
In 2005 won Top Gear een internationale Emmy Award in de categorie Non-Scripted Entertainment.

## Geschiedenis

### 1977 - 2001
Top Gear startte in 1977 op de Engelse televisie. Het programma werd destijds gepresenteerd door onder anderen Noel Edmonds, William Woollard, Peter Burgess en Chris Goffey. Het programma duurde in totaal een half uur.
Aanvankelijk werden in Top Gear alleen nieuwe auto's beoordeeld en werd er aandacht besteed aan veiligheid. In de jaren 90 werd het programma meer humoristisch en controversieel, mede door de inbreng in het programma van Jeremy Clarkson. Door critici werd Top Gear beschuldigd van het verheerlijken van slecht rijgedrag en het overdreven afkraken van auto's. Zo zei Clarkson over de Vauxhall Vectra: "Ik weet dat het een vervanging is van de Cavalier. Maar ik zeg je, het is gewoon een doos op wielen". Deze uitspraken zouden een effect hebben gehad op de verkoopcijfers van de Vectra. Kritiek op onder andere de Toyota Corolla had geen effect op de verkoopcijfers.
Na het vertrek van Clarkson bij het programma in 1999, daalden de kijkcijfers in Groot-Brittannië van zes miljoen tot onder de drie miljoen. Het seizoen van 2001 werd daarom niet uitgezonden door de BBC. In 2002 kocht Channel Five de formule van Top Gear op. De BBC wilde niet dat het programma op Channel Five ook Top Gear zou heten, waarna Channel Five noodgedwongen het programma hernoemde tot Fifth Gear.

### 2002 - 2015
In 2002 verzon Andy Wilman samen met Clarkson een nieuwe formule voor het programma. Er werden twee andere presentatoren geïntroduceerd, Richard Hammond en Jason Dawe. Dawe werd in het tweede seizoen opgevolgd door James May. De nieuwe formule voor het programma hield onder meer in dat het programma werd verlengd tot een uur. Tevens werd er een aantal nieuwe rubrieken toegevoegd, namelijk 'Star in a Reasonably-Priced Car' (een 'Ster in een redelijk geprijsde auto'), de 'Cool Wall' (Het 'Coole Bord'), 'Car News' ('Autonieuws') en 'Power Laps' ('Snelle rondes'). Dankzij de nieuwe opzet van het programma liep het aantal kijkers op tot 350 miljoen kijkers wereldwijd.
In september 2006 werd bekend dat wanneer presentator Hammond niet zou genezen van het auto-ongeluk dat hij die maand had tijdens de opnamen, het programma definitief zou worden stopgezet. Toen bleek dat Hammond goed herstelde, werden de opnamen hervat. Op 28 januari 2007 werd de eerste aflevering van het seizoen uitgezonden door de gebruikelijke presentatoren, maanden later dan oorspronkelijk gepland.
Het tweeëntwintigste seizoen werd geopend met een special opgenomen in Patagonië. Deze werd in twee delen uitgezonden direct na kerst 2014.
Op 10 maart 2015 werd Jeremy Clarkson geschorst door de BBC, omdat hij Oisin Tymon, een producer, had geslagen. Er was een onderzoek gestart naar het voorval en de toekomst van Top Gear was destijds nog onduidelijk daardoor. Na aflevering 7 van seizoen 22 op 8 maart 2015 is er geen uitzending meer geweest.
Op 25 maart 2015 bracht de BBC naar buiten dat het aflopende contract van Jeremy Clarkson niet verlengd zal worden. May en Hammond hebben aangegeven Top Gear niet zonder Clarkson te willen presenteren.
Jeremy Clarkson gaat verder met het maken van een nieuwe autoshow, genaamd The Grand Tour, samen met Richard en James. Op 30 juli 2015 sloot het trio een driejarig contract met Amazon Prime, ze krijgen hiervoor 160 miljoen pond voor 36 afleveringen.

### 2016 - 2019
Op 16 juni 2015 werd aangekondigd dat Chris Evans een van de nieuwe presentatoren zou worden van het 23e seizoen van Top Gear. In februari 2016 volgden de namen van Matt LeBlanc, Rory Reid, Sabine Schmitz, Chris Harris en Eddie Jordan.
Op 4 juli 2016 maakten de BBC en Evans bekend dat hij vanwege teleurstellende kijkcijfers per direct opstapt als presentator bij Top Gear. Op 26 september 2016 werd bekendgemaakt dat ten gevolge van het terugtreden van Evans de show in het vervolg afwisselend door LeBlanc, Harris en Reid gepresenteerd zou worden.

### 2019 - heden
Op 31 mei 2018 kondigde LeBlanc zijn vertrek aan. Op 22 oktober 2018 kondigde de BBC aan LeBlanc te vervangen door Andrew Flintoff en Paddy McGuinness. Reid bleef presentator van spin-off Extra gear en trad af en toe op als gastpresentator. Op 21 november 2023 kondigde de BBC aan voor "langere termijn" de show te schrappen. Dit vanwege een zwaar ongeval waarbij co-presentator Andrew Flintoff betrokken was. Flintoff schikte eerder in 2023 voor ruim 11 miljoen pond met de BBC vanwege nalatigheid, wat de zware crash naar verluidt, veroorzaakt zou hebben. De BBC heeft reeds op meerdere manieren gereageerd dat "Top Gear, voor de langere termijn, niet zal worden hervat". Top Gear had sinds het vertrek van Clarkson, May en Hammond na 2015, al te maken met een drastische daling van kijkcijfers en wist uiteindelijk nooit meer de oude kijkcijfers te behalen.  

## Presentatie
| Presentatie      | 2002 | 2003 | 2004 | 2005 | 2006 | 2007 | 2008 | 2009 | 2010 | 2011 | 2012 | 2013 | 2014 | 2015 | 2016 | 2017 | 2018 | 2019 | 2020 | 2021 | 2022 |
| ---------------- | ---- | ---- | ---- | ---- | ---- | ---- | ---- | ---- | ---- | ---- | ---- | ---- | ---- | ---- | ---- | ---- | ---- | ---- | ---- | ---- | ---- |
| Jeremy Clarkson  |      |      |      |      |      |      |      |      |      |      |      |      |      |      |      |      |      |      |      |      |      |
| Richard Hammond  |      |      |      |      |      |      |      |      |      |      |      |      |      |      |      |      |      |      |      |      |      |
| Jason Dawe       |      |      |      |      |      |      |      |      |      |      |      |      |      |      |      |      |      |      |      |      |      |
| James May        |      |      |      |      |      |      |      |      |      |      |      |      |      |      |      |      |      |      |      |      |      |
| Chris Evans      |      |      |      |      |      |      |      |      |      |      |      |      |      |      |      |      |      |      |      |      |      |
| Eddie Jordan     |      |      |      |      |      |      |      |      |      |      |      |      |      |      |      |      |      |      |      |      |      |
| Matt LeBlanc     |      |      |      |      |      |      |      |      |      |      |      |      |      |      |      |      |      |      |      |      |      |
| Rory Reid        |      |      |      |      |      |      |      |      |      |      |      |      |      |      |      |      |      |      |      |      |      |
| Sabine Schmitz   |      |      |      |      |      |      |      |      |      |      |      |      |      |      |      |      |      |      |      |      |      |
| Chris Harris     |      |      |      |      |      |      |      |      |      |      |      |      |      |      |      |      |      |      |      |      |      |
| Andrew Flintoff  |      |      |      |      |      |      |      |      |      |      |      |      |      |      |      |      |      |      |      |      |      |
| Paddy McGuinness |      |      |      |      |      |      |      |      |      |      |      |      |      |      |      |      |      |      |      |      |      |

## Productie
Het programma werd opgenomen op het voormalige militaire vliegveld Dunsfold Park Aerodrome in Surrey. De studio was gevestigd in een hangar. Voor het achtste seizoen van het programma werd de studio volledig herbouwd. Dunsfold Park heeft ook een testcircuit (het Top Gear-testcircuit) voor auto's waarvan één bocht is ontwikkeld door Lotus. Dit circuit wordt over het algemeen gebruikt voor het testen van supercars. Ook de Power Laps die The Stig in deze auto's rijdt worden op dit circuit gereden.

## Nominaties en prijzen
In november 2005 won Top Gear een internationale Emmy in de categorie Non-Scripted Entertainment. In de aflevering waarin de presentatoren de prijs laten zien aan het publiek, zei Clarkson als grap dat hij "niet in de gelegenheid was om naar New York te gaan", omdat hij te lang bezig was met het schrijven van het script voor die aflevering.
Top Gear is van 2004 tot en met 2006 genomineerd geweest voor de British Academy Television Awards in de categorie Best Feature. Presentator Jeremy Clarkson was ook genomineerd voor de categorie Best Entertainment Performance in 2006. In 2006 en 2007 won het programma de National Television Award.
Zowel in 2009 als in 2010 kreeg Top Gear een medaille op Humo's Pop Poll Deluxe in de categorie Beste tv-programma internationaal. De Stig kwam de medaille beide malen afhalen en beide malen bleek er een bekende Vlaming in het pak te zitten. Dat was in 2009 Herman, de buurman uit Van Vlees en Bloed en in 2010 Helmut Lotti.

## Kritiek en problemen
Top Gear kreeg verschillende keren kritiek van de pers. Een van de punten was dat de presentatoren zouden aanzetten tot het overtreden van verkeersregels en de maximumsnelheid. Een ander was dat het programma niet milieuvriendelijk is, omdat het draait om zo hard mogelijk rijden.
- In 2004 ramde Clarkson met een Toyota Hilux een dertig jaar oude boom. De eigenaar van de boom dacht dat die was gesloopt door vandalen, totdat een kennis de beschadigde boom zag op de Britse televisie. De BBC betaalde een schadevergoeding van 250 pond.[15][16]
- Clarkson werd in de aflevering op 13 november 2005 beschuldigd van het bewust verwijzen naar de nazi's, die in de Tweede Wereldoorlog Polen binnenvielen.
- In een special in Amerika kwam Clarkson met een dode koe op het dak van zijn auto aanrijden. Dat leidde tot protesten van dierenrechtenorganisaties. De BBC verklaarde dat de koe een paar dagen ervoor een natuurlijke dood stierf.
- Op 20 september 2006 sloeg presentator Hammond tijdens de opnamen van Top Gear meerdere malen over de kop op een testbaan in York. Hij wilde het snelheidsrecord voor auto's met een straalmotor breken. Hammond moest drie maanden herstellen van verwondingen aan zijn hoofd. Begin oktober werden de opnamen voor Top Gear hervat en op 28 januari 2007 keerde het programma terug op de BBC. Het ongeluk werd tijdens de eerste uitzending vertoond. Tijdens de opnames van het daaropvolgende seizoen schreef Hammond in Top Gear Magazine dat hij zich 'nauwelijks bewust' was geweest van het opnemen van het seizoen volgend op zijn ongeluk. Hij gaf te kennen dat de opnames achteraf misschien te snel waren gevolgd op zijn ongeluk.
- Op 14 Augustus 2007 Was er een brand in een schuur waarvan de BBC De helft had gehuurd voor Top Gear. Het oude meubilair, Televisie en de coolwall waren verwoest door de brand. De presentatoren van Top gear gaf de schuld van de brand aan hun rivaliserende Autoprogramma "Fifth Gear"
- In een aflevering in augustus 2011 testte Top Gear elektrische auto's, waaronder een Nissan Leaf. De presentatoren concludeerden dat elektrische auto's niet de toekomst waren, omdat de batterij te snel leeg raakte om een beoogde bestemming te halen. Dat bleek in scène gezet. Het programma had de batterij vooraf tot 40% laten leeglopen en daarmee gehandeld in strijd met de redactionele statuten van de commercieel onafhankelijke BBC.[17]
- In een uitzending in 2008 reed Clarkson in de Tesla Roadster en leverde veel kritiek op de auto. Ook werd er gesuggereerd dat de auto zonder stroom was komen te staan door beelden te laten zien van een Tesla Roadster die een hangar werd ingeduwd door een aantal leden van de crew. Tesla besloot na twee jaar, in 2011, een rechtszaak aan te spannen omdat de lading van de accu's van de auto in kwestie tijdens de opnames niet onder de 20% is geweest en de lege accu's dus een leugen waren.[18] Tesla ving bot. De voornaamste reden om Top Gear in het gelijk te stellen was het verschil tussen de rijomstandigheden op het circuit en de openbare weg die volgens de rechter te groot zijn. Volgens de rechter kan de kijker zich dat zelf realiseren.[19]
- In de Patagonië-special van kerst 2014 reden de drie door het zuiden van Argentinië. Clarkson reed in een Porsche 928 met het nummerbord 'H982FKL'. Dit werd door sommigen gezien als een verwijzing naar de Falklandoorlog. De Argentijnen, in het bijzonder de oorlogsveteranen, waren hier niet blij mee en bekogelden het Top Gear-konvooi met stenen. De BBC zei later dat het nummerbord 'compleet toeval' was.[20]

## Onderdelen

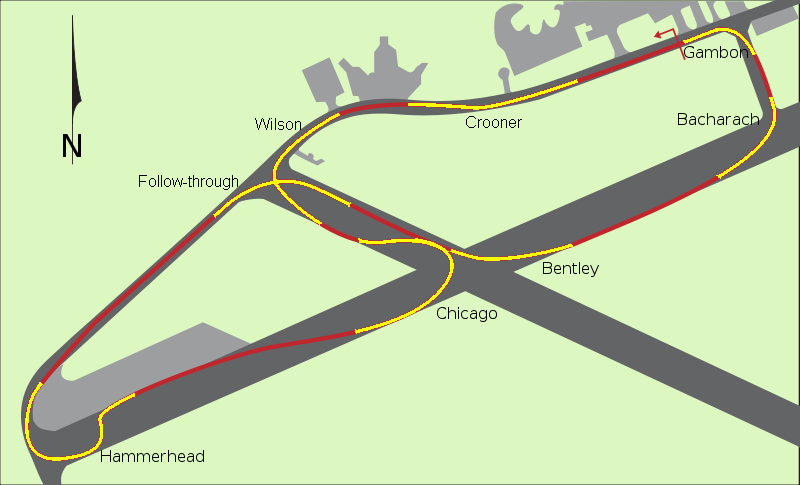
Het Top Gear-testcircuit.

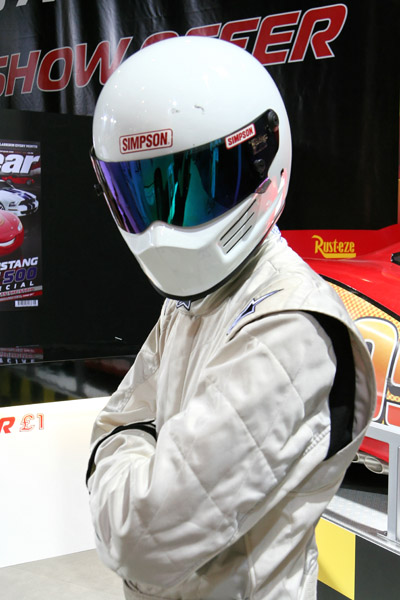
The Stig

### Power Laps
Bij de Power Lap rijdt de Stig met een auto zo snel mogelijk over het Top Gear-testcircuit om de prestaties van verschillende auto's te testen. Om op het Powerboard te komen moet een auto geschikt zijn voor de openbare weg; hij moet dus ook in staat zijn om over een verkeersdrempel te komen. Deze regels worden echter niet altijd consequent toegepast.
De Renault F1 2004 deed het in 59 seconden, maar omdat het geen reglementaire wagen is, (de auto kan niet over een verkeersdrempel) werd deze niet meegerekend. De Ferrari FXX reed 1:10,7 minuten tijdens de eerste aflevering van seizoen 13. De volgende aflevering werd hij door Jeremy Clarkson alweer van de lijst afgehaald omdat er op slicks gereden zou zijn. Hetzelfde verhaal met de Caparo T1 die een tijd neerzette van 1:10,6  minuten(aflevering 5 van seizoen 10).

### Star in a ... Car
Bijna elke aflevering komt er een bekend persoon langs voor een interview en een rit in een betaalbare auto over het Top Gear-circuit. Van het eerste tot het zevende seizoen werd dit gedaan in een Suzuki Liana. In seizoen acht werd de Liana vervangen door de Chevrolet Lacetti, die dienstdeed tot het einde van seizoen 14. In de eerste aflevering van seizoen 15 maakten Clarkson en Hammond bekend dat de Lacetti vervangen werd door de Kia cee'd. Vanaf seizoen twintig werd die op zijn beurt vervangen door de Vauxhall Astra (Opel Astra). Formule 1-coureurs hadden hun eigen bord en reden vanwege het kleine aantal dat is langsgeweest met de Liana.
In seizoen 23 introduceerde Chris Evans het onderdeel Star in a Rally-Cross Car en reden gasten in een Rally Cross Mini Cooper. Vanaf seizoen 24 is dit onderdeel omgedoopt naar Star in a Reasonably Fast Car en rijdt men in een Toyota GT86.

### Races
In Top Gear zijn vaak uiteenlopende races te zien waarin een van de presentators in een auto het opneemt tegen een ander vervoersmiddel. Vaak begint de race in Guildford. Tot nu toe heeft de auto de meeste races gewonnen.

### Uitdagingen
Een terugkerend onderdeel in Top Gear zijn uitdagingen die de presentatoren voorgeschoteld krijgen. Deze scènes worden vaak voorgegaan door een van de presentatoren met de zin: "How hard can it be?" (Hoe moeilijk kan het zijn?).
- Cabriolet MPV: De presentatoren hebben als taak gekregen om een MPV met een open dak te bouwen. Het lukt ze om het dak van een Renault Espace te halen en te vervangen door een zelfgemaakt canvas exemplaar. De auto was in staat om 160 km/h te rijden zonder zijn dak te verliezen en reed rond in een safaripark zonder problemen. Een bezoek aan de wasstraat pakte minder goed uit, deze vloog in brand.
- Bouw een auto: De presentatoren kregen op Knockhill Racing Circuit de opdracht om een Caterham Seven in elkaar te zetten. Zij moesten proberen dit sneller te doen dan dat de Stig erover deed om vanuit de Caterhamshowroom in Londen naar de presentatoren in Schotland te rijden. De presentatoren wonnen de uitdaging omdat de Stig aan de kant werd gezet door de politie wegens te hard rijden.
- Autointerieurontwerp: Clarkson kocht een oude Mercedes-Benz S-Klasse en ontwierp zijn ideale inrichting, gebaseerd op zijn eigen huis. De auto werd omgedoopt tot "Anne Hathaway's Cottage" en beschikte over een houtkachel, keukenstoelen, een stenen vloer (met een basis van cement) en gepleisterde deuren. Toen May en Hammond de auto testten zorgde het ontbreken van veiligheidsgordels en loszittende stoelen ervoor dat ze alle kanten op gleden. Uiteindelijk slaagden ze erin om een 0–100 km/h tijd neer te zetten: 35,5 seconden.

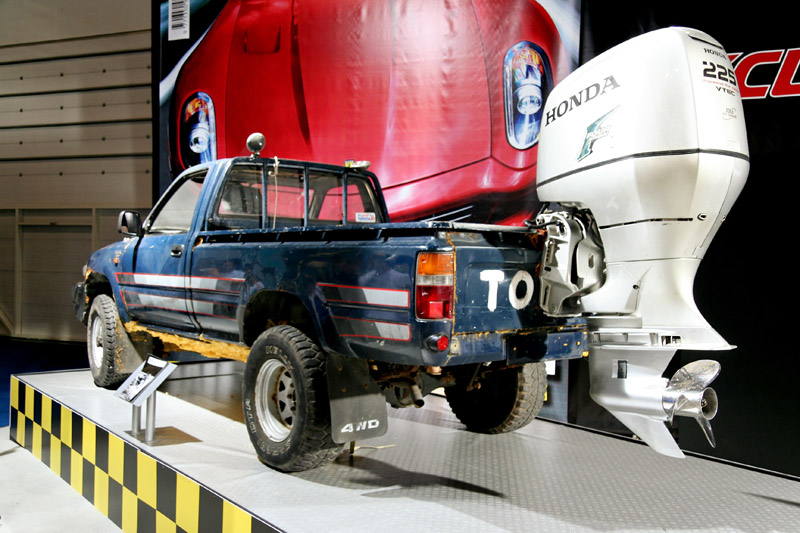
Clarksons "Toybota"

- Amfibische voertuigen: De presentatoren kregen de opdracht ieder voor zich een amfibisch voertuig bouwen. May bouwde een Triumph Herald om tot een zeilboot, Hammond verbouwde een Volkswagen-camper tot een narrowboat en Clarkson hing een 200pk sterke buitenboordmotor aan een Toyota Hilux. Toen ze vervolgens ongeveer vijf kilometer moesten afleggen over een meer zonk de Volkswagen na grote lekkages, zonk de Toyota nadat hij er bijna was maar door een te harde bocht omsloeg en haalde May wel de finish ondanks een natte koppeling.
- Presenteer een radioshow: Het trio presenteerde een radioprogramma op BBC Southern Counties Radio tijdens de avondspits. Ze kregen behoorlijk wat klachten binnen, voornamelijk vanwege Clarksons nieuwe file-systeem waar hij niet vertelde waar de files stonden maar wie ze veroorzaakt had. Hij beschikte hiervoor over de verkeerscamera's die in de regio langs de snelwegen te vinden zijn.
- Reliant Space Shuttle: Hammond en May gingen aan het werk, met veel hulp van de Britse Amateur Raketvereniging, om een herbruikbare raket te ontwerpen, bouwen en lanceren. De raket had de Reliant Robin als basis omdat die qua ontwerp al deed denken aan de Spaceshuttle. De bedoeling was om de raket opnieuw te kunnen gebruiken. De raket zou zich losmaken van de brandstoftanks en daarna weer terugzweven naar de aarde. De lancering was in eerste instantie succesvol, een bout die niet los liet zorgde ervoor dat de raket spectaculair neerstortte.
- Limousines: De presentatoren werden eropuit gestuurd om een normale tweedehands auto te kopen en daar een limousine van te maken. Nadat ze meerdere tests ondergingen op het Top Gearcircuit moest elk van de presentatoren een beroemdheid ophalen in Londen en die afzetten bij de Brit Awards. Hammond reed Jamelia, Clarkson kreeg Rick Moyles achterin en bij May stapte Lemar in. Hammond kwam zonder al te veel problemen op de bestemming, Clarkson arriveerde in een halve auto omdat de Fiat Panda doormidden was gebroken en May raakte de weg kwijt.
- Wegwerkzaamheden: Volgens de presentatoren duren wegwerkzaamheden veel te lang en daarom besloten ze de herasfaltering van de D5481 vlak bij Bidford te versnellen. Volgens de gemeente zouden de werkzaamheden een week gaan duren maar het Top Gear-team slaagde erin om alles binnen 24 uur te doen. Ze hadden meer wegwerkers dan normaal nodig en moesten 's nachts doorwerken.
- Kweek je eigen benzine: De presentatoren besloten hun eigen brandstof te produceren door koolzaad te planten in een veld. Voor deze uitdaging zocht ieder zijn eigen tractor uit om het koolzaad mee te verbouwen. Hiermee werd een aantal opdrachten uitgevoerd, waaronder een dragrace. Vervolgens gebruikten ze de tractoren om te ploegen en te zaaien, wat problemen met zich meebracht. De biodiesel die uiteindelijk werd verkregen gebruikten de heren om hun BMW aan te drijven tijdens de Britcarrace waaraan ze deelnamen.
- Amfibische voertuigen deel 2: Voor de tweede keer proberen de presentatoren om amfibische voertuigen te maken. Ze verbeterden hun oude ontwerp en kregen de opdracht Het Kanaal over te steken. May voegde een opvouwbare mast en een kiel toe, Clarkson zorgde voor olievaten voor stabiliteit en Hammond probeerde om zijn camper nu wel waterdicht te krijgen. Problemen met de kiel zorgden ervoor dat May nooit ver is gekomen. Hammonds camper deed het goed, het tekort aan kracht en uitval van de motor zorgden ervoor dat zijn poging niet succesvol was, bij de derde poging zonk het busje. De pick-up van Clarkson kreeg vervolgens ook Hammond en May aan boord en voer Het Kanaal over. Ze mikten op Calais maar kwamen uit bij Sangatte.
- Top Gear Olympische Winterspelen: Tijdens een special in de sneeuw werd geprobeerd om een Mini Cooper van de skischans in Lillehammer te laten springen. De auto werd uitgerust met raketten en er werden speciale groeven gemaakt in de baan. Er werd een sneeuwmuur gebouwd om te voorkomen dat de auto door zou schieten. De auto haalde niet de afstand die werd gehoopt maar wist toch enkele tientallen meters te overbruggen. De Stig sprong met een sneeuwscooter van diezelfde schans af en ze speelden een potje auto-ijshockey dat er ruw aan toe ging.
- Sneller dan een Evo: De presentatoren kregen een Renault Avantime, met de opdracht deze even snel te maken als een Mitsubishi Lancer Evolution, voor de helft van de prijs. Omdat James May erg dure remmen aanschafte, die niet bleken te passen, was er geen budget meer voor andere verbeteringen. Ondanks enkele improvisaties (bijvoorbeeld door de aerodynamica te verbeteren) mislukte de uitdaging jammerlijk.

### Specials
Een special is een speciale aflevering die geheel in het teken staat van een reis door het buitenland. In de meeste gevallen moesten de drie presentatoren voor een vastgesteld budget een tweedehands auto kopen en daarmee een bepaalde afstand afleggen en onderweg door de redactie bepaalde proeven doen. Onder andere de volgende specials zijn uitgezonden:
| Aflevering                    | Titel van special | Voertuig van Hammond               | Voertuig van Clarkson        | Voertuig van May                   | Back-up-voertuig                  | Budget                               |
| ----------------------------- | --- | ---------------------------------- | ---------------------------- | ---------------------------------- | --------------------------------- | ------------------------------------ |
| Seizoen 7, aflevering 7       | Winter Olympics | Geen                               | Geen                         | Geen                               | Geen                              | Geen                                 |
| Seizoen 7, aflevering 7       | Olympische winterspelen met auto's. |                                    |                              |                                    |                                   |                                      |
| Seizoen 9, aflevering 3       | US Special | Dodge Ram uit 1991                 | Chevrolet Camaro RS uit 1989 | Cadillac Brougham uit 1989         | Geen                              | $ 1.000                              |
| Seizoen 9, aflevering 3       | Rijd vanuit Miami naar New Orleans door vier staten in Amerikaanse tweedehandsauto's.                                                              |                                    |                              |                                    |                                   |                                      |
| Seizoen 9, aflevering 7       | Polar Special | Hondenslee (met Matty McNair)      | Toyota Hilux uit 2007        | Toyota Hilux uit 2007              | Geen                              | Geen                                 |
| Seizoen 9, aflevering 7       | Reis vanuit Cornwallis naar de magnetische noordpool.                                                                                              |                                    |                              |                                    |                                   |                                      |
| Seizoen 10, aflevering 4      | Botswana Special | Opel Kadett uit 1963               | Lancia Beta Coupé uit 1981   | Mercedes-Benz 230E uit 1985        | Volkswagen Kever uit 1968         | £ 1.500                              |
| Seizoen 10, aflevering 4      | Reis van de grens van Zimbabwe naar de grens van Namibië. Een reis van 1.000 mijl in tweedehands auto's afkomstig uit de landen.                   |                                    |                              |                                    |                                   |                                      |
| Seizoen 12, aflevering 8      | Vietnam Special | 125cc MMVZ uit 1991                | Vespa uit 1981               | 50cc Honda Super Cub               | Honda CF50                        | 15,000,000 ₫                         |
| Seizoen 12, aflevering 8      | Reis binnen acht dagen van Ho Chi Minhstad (Saigon) naar Hạ Long op tweedehands motorfietsen.                                                      |                                    |                              |                                    |                                   |                                      |
| Seizoen 14, aflevering 6      | Bolivia Special | Toyota Land Cruiser uit 1974       | Range Rover uit 1984         | Suzuki Samurai uit 1988            | Geen                              | £ 3.500                              |
| Seizoen 14, aflevering 6      | Maak een reis van 1.000 mijl vanuit de jungle van Bolivia naar de kust van Chili in online gekochte auto's met vierwielaandrijving.                |                                    |                              |                                    |                                   |                                      |
| Seizoen 16, aflevering 1      | Middle East Special | Fiat Barchetta uit 2000            | Mazda MX-5 uit 2000          | BMW Z3 uit 1998                    | Opel Astra uit 1995               | £ 3.500 May heeft £ 3.966 uitgegeven |
| Seizoen 16, aflevering 1      | Reis vanuit het noorden van Irak naar Bethlehem in een tweedehandse cabriolet voor twee personen.                                                  |                                    |                              |                                    |                                   |                                      |
| Seizoen 17, aflevering 7      | India Special | Mini Cooper uit 2000               | Jaguar XJS uit 1995          | Rolls-Royce Silver Shadow uit 1975 | Austin Allegro uit 1979           | £ 7.000                              |
| Seizoen 17, aflevering 7      | Reis door India vanuit Mumbai naar de grens van China in een Brits voertuig.                                                                       |                                    |                              |                                    |                                   |                                      |
| Seizoen 19, aflevering 6 en 7 | Africa Special | Subaru Impreza WRX Estate uit 2002 | BMW 528i Touring uit 1999    | Volvo 850R Wagon uit 1996          | Ford Scorpio Ghia Estate uit 1998 | £ 1.500                              |
| Seizoen 19, aflevering 6 en 7 | Raad en zoek de oorsprong van de Nijl in een tweedehands stationwagen.                                                                             |                                    |                              |                                    |                                   |                                      |
| Seizoen 21, aflevering 6 en 7 | Birma Special | Isuzu TX                           | Isuzu TX                     | Hino FB110                         | geen                              | £ 1.500                              |
| Seizoen 21, aflevering 6 en 7 | Trek met een vrachtwagen van Myanmar (Birma) naar Thailand en bouw een brug over de rivier de Khwae Noi (Kwai) (van The Bridge on the River Kwai). |                                    |                              |                                    |                                   |                                      |
| Seizoen 22, aflevering 1 en 2 | Patagonia Special | Ford Mustang Mach 1 uit 1971       | Porsche 928 GT               | Lotus Esprit Twin Turbo V8         | Citroën 2CV                       | onbekend                             |
| Seizoen 22, aflevering 1 en 2 | Trek met een auto met V8 motor van Bariloche (Argentinië) naar Ushuaia en organiseer een voetbalwedstrijd met de lokale bevolking.                 |                                    |                              |                                    |                                   |                                      |

## Top Gear Awards
Elk jaar wordt door Top Gear een auto van het jaar bekendgemaakt. In 2005 en 2007 vond er een uitgebreide prijsuitreiking plaats in de laatste aflevering van de desbetreffende seizoenen, in andere jaren bleef het bij het uitroepen van de "Auto van het jaar".
| Top Gear Awards | Top Gear Awards                                                                      | Top Gear Awards                                                                              |
| Jaar            | Categorie                                                                            | Winnaar                                                                                      |
| --------------- | ------------------------------------------------------------------------------------ | -------------------------------------------------------------------------------------------- |
| 1997            | Auto van het jaar                                                                    | Ford Puma                                                                                    |
| 2001            | Auto van het jaar                                                                    | Ford Mondeo                                                                                  |
| 2002            | Auto van het jaar                                                                    | Range Rover                                                                                  |
| 2003            | Auto van het jaar                                                                    | Rolls-Royce Phantom                                                                          |
| 2004            | Auto van het jaar                                                                    | Volkswagen Golf GTI                                                                          |
| 2005            | Verrassing van het jaar                                                              | Audi RS4                                                                                     |
| 2005            | Lelijkste auto van het jaar                                                          | BMW 3-Serie                                                                                  |
| 2005            | Auto van het jaar                                                                    | Bugatti Veyron / Toyota Aygo                                                                 |
| 2005            | Beste geluid van het jaar                                                            | Aston Martin V8 Vantage                                                                      |
| 2005            | Lelijkste gezichtsbeharing in Formule 1                                              | Fernando Alonso                                                                              |
| 2005            | Benzineslurper van het jaar                                                          | Ford GT                                                                                      |
| 2005            | Beste Duitser van het jaar                                                           | Sabine Schmitz                                                                               |
| 2005            | Coureur van het jaar                                                                 | Ellen MacArthur                                                                              |
| 2005            | Gouden haan (Golden Cock)                                                            | James May                                                                                    |
| 2005            | Coolste auto van het jaar                                                            | Aston Martin V8 Vantage                                                                      |
| 2006            | Auto van het jaar                                                                    | Lamborghini Gallardo Spyder                                                                  |
| 2007            | Lifetime achievement award                                                           | Weginspecteurs ("traffic wombles")                                                           |
| 2007            | Lelijkste auto van het jaar                                                          | Mini Clubman                                                                                 |
| 2007            | Slechtste auto van het jaar                                                          | G-Wiz                                                                                        |
| 2007            | Slechtst geklede Top Gear-presentator                                                | Jeremy Clarkson                                                                              |
| 2007            | Beste geluid van het jaar                                                            | Richard Hammond toen "Oliver" zonk                                                           |
| 2007            | Beste coureur van het jaar                                                           | Simon Cowell                                                                                 |
| 2007            | Auto van het jaar                                                                    | Ford Mondeo & Subaru Legacy Outback                                                          |
| 2008            | Beste geluid van het jaar                                                            | De nieuwe single van Will Young                                                              |
| 2008            | Beste dans tijdens bij het horen van de tijd van een Star in a Reasonably Priced Car | Jay Kay                                                                                      |
| 2008            | Snelste Star in a Reasonably Priced Car                                              | Jay Kay                                                                                      |
| 2008            | Meest pijnlijke verwonding aan een auto-gerelateerd lichaamsdeel                     | De kont van Max Mosley                                                                       |
| 2008            | Meest gênante flirtmoment op televisie                                               | Clarkson's interview met Will Young                                                          |
| 2008            | Auto van het Jaar                                                                    | Caterham R500                                                                                |
| 2009            | Verwonding van het jaar                                                              | Richard en James in de Porsche Panamera die zich elke keer bezeerden aan de camera           |
| 2009            | Beste coureur van het jaar op de Top Gear-testcircuit                                | Brian Johnson                                                                                |
| 2009            | Auto van het jaar                                                                    | Lamborghini Gallardo Balboni                                                                 |
| 2009            | Vorkheftruck chauffeur van het jaar                                                  | Een persoon die een magazijn laat instorten doordat hij tegen een rekje aanbotst met 10 km/h |
| 2009            | Golden Cock-award                                                                    | The Stig                                                                                     |
| 2009            | Auto van het decennium                                                               | Bugatti Veyron                                                                               |

## Magazine
Top Gear Magazine is een tijdschrift in het Verenigd Koninkrijk, maar wordt ook uitgegeven in vijftien andere landen waaronder China, Duitsland, India, Nederland, Nieuw-Zeeland, Roemenië, Rusland, Zuid-Korea, Zweden, Zuid-Afrika en België.

## Top Gear Live
De presentatoren van het programma presenteren vanaf 2008 het evenement Top Gear Live. In deze shows worden onder andere veel stunts uitgevoerd en het evenement vond tweemaal in Nederland plaats. De eerste keer was van 21 tot en met 24 januari 2010 in de RAI Amsterdam met Clarkson, Hammond en Beau van Erven Dorens. Op 26 en 27 april 2013 vond de show plaats in de Ziggo Dome. Dit keer was het Top Geartrio compleet.